# Joan the Woman
Joan the Woman er en amerikansk stumfilm fra 1916 af Cecil B. DeMille.

## Medvirkende
- Geraldine Farrar som Jeanne d'Arc.
- Raymond Hatton som Charles VII.
- Hobart Bosworth som La Hire.
- Theodore Roberts som Cauchon.
- Wallace Reid som Eric Trent.